# Coriondi
Els coriondi (grec Κοριονδοί) foren un poble de la costa oriental d'Irlanda (Ierne o Hibèrnia) esmentats pel geògraf Claudi Ptolemeu que els situa a la regió que correspon al modern Leinster. L'historiador Eoin MacNeill va identificar un grup de població, els Conraid, a la vall del riu Boyne, qui molt probablement eren els mateixos.
Segons McNeill una altra possibilitat en relació amb els noms inclou Corcu Cuirnd, Cuirennrige i Dál Cuirind en la primerenca Edat Mitjana irlandesa, Corionototae que apareix en una inscripció a Hexham, Northumberland i Corinion, la forma britònica per a Cirencester, Gloucestershire. L'element * corio- també es troba en els noms personals i tribals dels gals, i es creu que tenia el significat d'exèrcit o tropa de guerrers.